# Cleisostoma brachystachys
Cleisostoma brachystachys är en orkidéart som först beskrevs av Henry Nicholas Ridley, och fick sitt nu gällande namn av Leslie Andrew Garay. Cleisostoma brachystachys ingår i släktet Cleisostoma och familjen orkidéer. Inga underarter finns listade i Catalogue of Life.